# The Rolling Stones 1st British Tour 1965
Dziesiąta trasa koncertowa w historii zespołu The Rolling Stones (trzecia w 1965 roku z jedenastu odbytych).

## The Rolling Stones
- Mick Jagger – wokal prowadzący, harmonijka
- Keith Richards – gitara, wokal wspierający
- Brian Jones – gitara, harmonijka, wokal wspierający
- Bill Wyman – gitara basowa, wokal wspierający
- Charlie Watts – perkusja, instrumenty perkusyjne

## Lista koncertów
| Data                  | Miasto          | Kraj   | Miejsce                  |
| --------------------- | --------------- | ------ | ------------------------ |
| 5 marca 1965 2 shows  | Londyn          | Anglia | Edmonton, Regal Theatre  |
| 6 marca 1965 2 shows  | Liverpool       | Anglia | Liverpool Empire Theatre |
| 7 marca 1965 2 shows  | Manchester      | Anglia | Palace Theatre           |
| 8 marca 1965 2 shows  | Scarborough     | Anglia | Futurist Theatre         |
| 9 marca 1965 2 shows  | Sunderland      | Anglia | Odeon Theatre            |
| 10 marca 1965 2 shows | Huddersfield    | Anglia | ABC Theatre              |
| 11 marca 1965 2 shows | Sheffield       | Anglia | Sheffield City Hall      |
| 12 marca 1965 2 shows | Leicester       | Anglia | Trocadero Theatre        |
| 13 marca 1965 2 shows | Rugby           | Anglia | Granada Theatre          |
| 14 marca 1965 2 shows | Rochester       | Anglia | Odeon Theatre            |
| 15 marca 1965 2 shows | Guildford       | Anglia | Odeon Theatre            |
| 16 marca 1965 2 shows | Greenford       | Anglia | Granada Theatre          |
| 17 marca 1965 2 shows | Southend-on-Sea | Anglia | Odeon Theatre            |
| 18 marca 1965 2 shows | Romford         | Anglia | ABC Theatre              |